# Franz Xaver de Schumacher im Himmelrich
Franz Xaver de Schumacher im Himmelrich (* 2. Mai 1755 in Luzern; † 1808 ? in Venedig), vermählt mit Maria Anna von Fleckenstein, stammt aus der gleichnamigen Luzerner Patrizierfamilie Schumacher. Er war, wie schon sein Vater Franz Plazid de Schumacher im Himmelrich typischer Vertreter des gebildeten Ancien Régimes. Gleich wie sein Vater war er Ratsherr und Offizier, betätigte sich als Wissenschaftler und Architekt und gilt als Pionier der Luftfahrt. Er pflegte Kontakte u. a. zu Franz Ludwig Pfyffer von Wyher und Charles François Exchaquet, aus dessen Familie auch sein Schwiegersohn stammte.

## Leben und Wirken

### Emigration
Um die Mitte des 18. Jahrhunderts tobte unter den regierenden Familien Luzerns ein erbitterter Parteienkampf (Schumacher-Meyer-Handel). In diese war auch der Vater von Franz Xaver verwickelt. Die Familie musste deswegen Luzern 1763 verlassen und zog nach Italien, wo der Vater an der Universität Bologna mathematische Wissenschaften studierte. Franz Xaver wurde vom Vater eine Stelle als Leibpage beim regierenden Herzog verschafft. 1768 schrieb Franz Plazid ihn an der Universität Bologna in der Fakultät der mathematischen Wissenschaften ein. Seine Schwester wurde Stiftsdame im adeligen Kloster St. Matthias in Bologna.
Als Franz Plazid Schumacher in Italien die Nachricht erhielt, er sei rehabilitiert, kehrte er nach Luzern zurück, während Franz Xaver noch bis 1773 blieb, um sein Studium an der naturwissenschaftlichen Fakultät der Universität Modena mit einer Dissertation abzuschließen. 1774 ernannte ihn der Herzog zum Kammerherrn und Ritter vom Goldenen Schlüssel. Das dazu notwendige Attest adeliger Herkunft hatte die Luzerner Regierung bereitwillig erteilt. Die Himmelrich-Schumacher führten fortan das Adelsprädikat „de“.

### Rückkehr nach Luzern

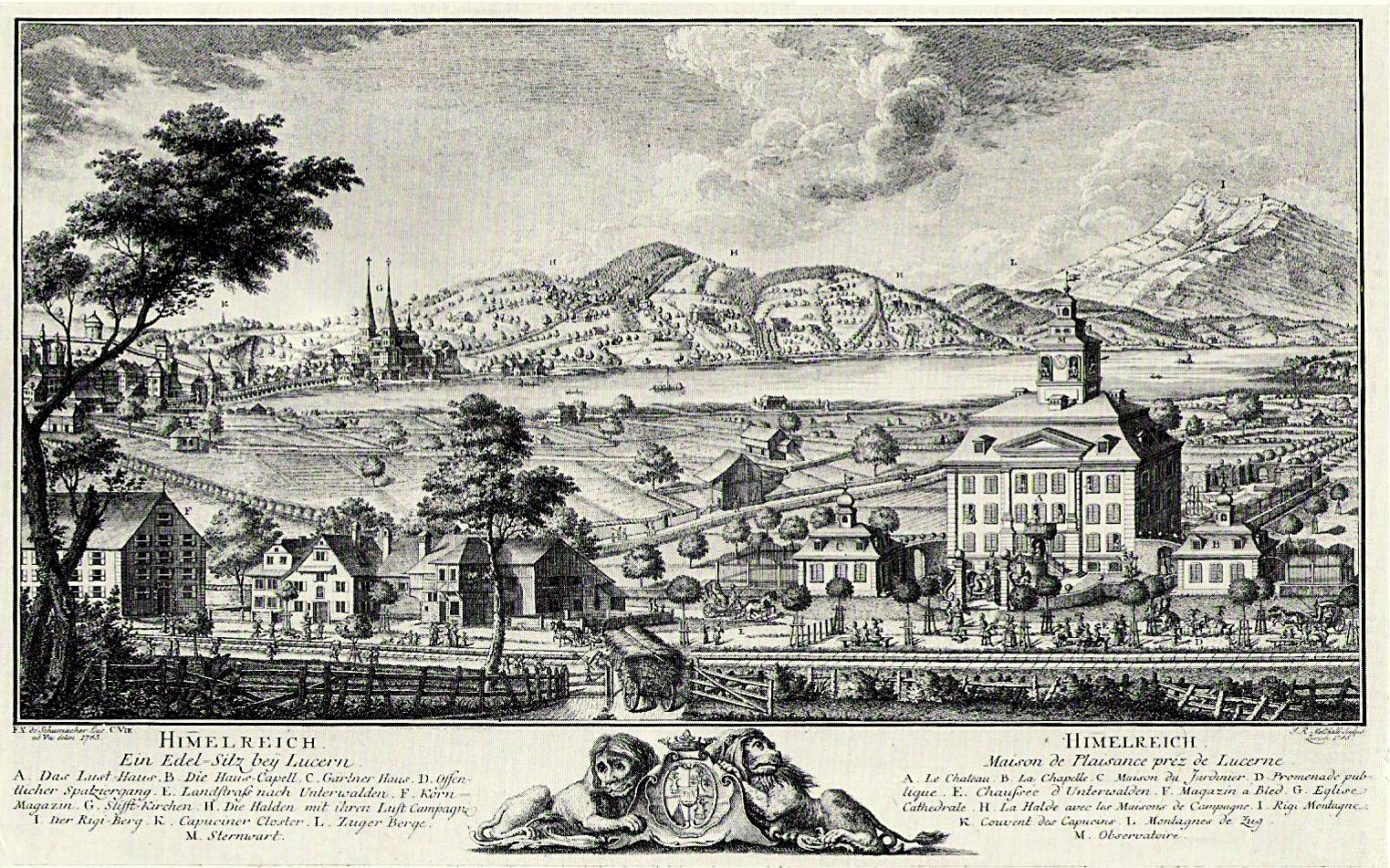
Der Herrschaftssitz Himmelrich bei Luzern um 1783, Kupferstich von Franz Xaver de Schumacher, mit dem väterlichen Allianzwappen im Vordergrund.

In Luzern durchlief Franz Xaver die Staatskarriere eines Patriziers und wurde 1782 eidgenössischer Landeshauptmann zu Wil im fürstäbtlichen St. Gallen und 1794 Bauherr von Luzern. Neben Physik, Mathematik und Meteorologie beschäftigte er sich mit Architektur. Er hatte seinen Vater beim Bau des Himmelrich-Hauses inspiriert, den dieser 1772 nach seiner Rückkehr aus dem Exil erstellt hatte. Weiter ist anzunehmen, dass er auch Josef Pankraz von Grüebler in Wil beeinflusste, der 1795 das Baronenhaus gegenüber dem Sitz des Landeshauptmanns erstellte.

### Pionier der Luftfahrt
Auf dem Herrensitz Himmelrich konstruierte Franz Xaver de Schumacher Teleskope, machte astronomische und meteorologische Beobachtungen und errichtete den ersten Blitzableiter der Stadt. 1784 liess er prächtig gezierte Montgolfièren mit Tieren an Bord über dem Vierwaldstättersee aufsteigen, was jedes Mal ein Volksfest gab und grosse Menschenmengen anzog. Franz Xaver beobachtete mit seinem Vater die Versuche vom hauseigenen Observatorium mit Fernrohren. Die beiden stellten Berechnungen an und beschrieben das Verhalten von Ballon und Lebewesen. Als einer dieser spheroidischen Flugkörper in der Grösse von 6 mal 7 Metern infolge eines Windstosses aus fast 500 Metern Höhe brennend abstürzte, erliess die Regierung ein Verbot für dergleichen gefährlichen Experimente – die brennende Ballonhülle hätte auch über die weitgehend aus Holzhäusern bestehende Stadt abstürzen können.

### Elevationsplan der Stadt Luzern

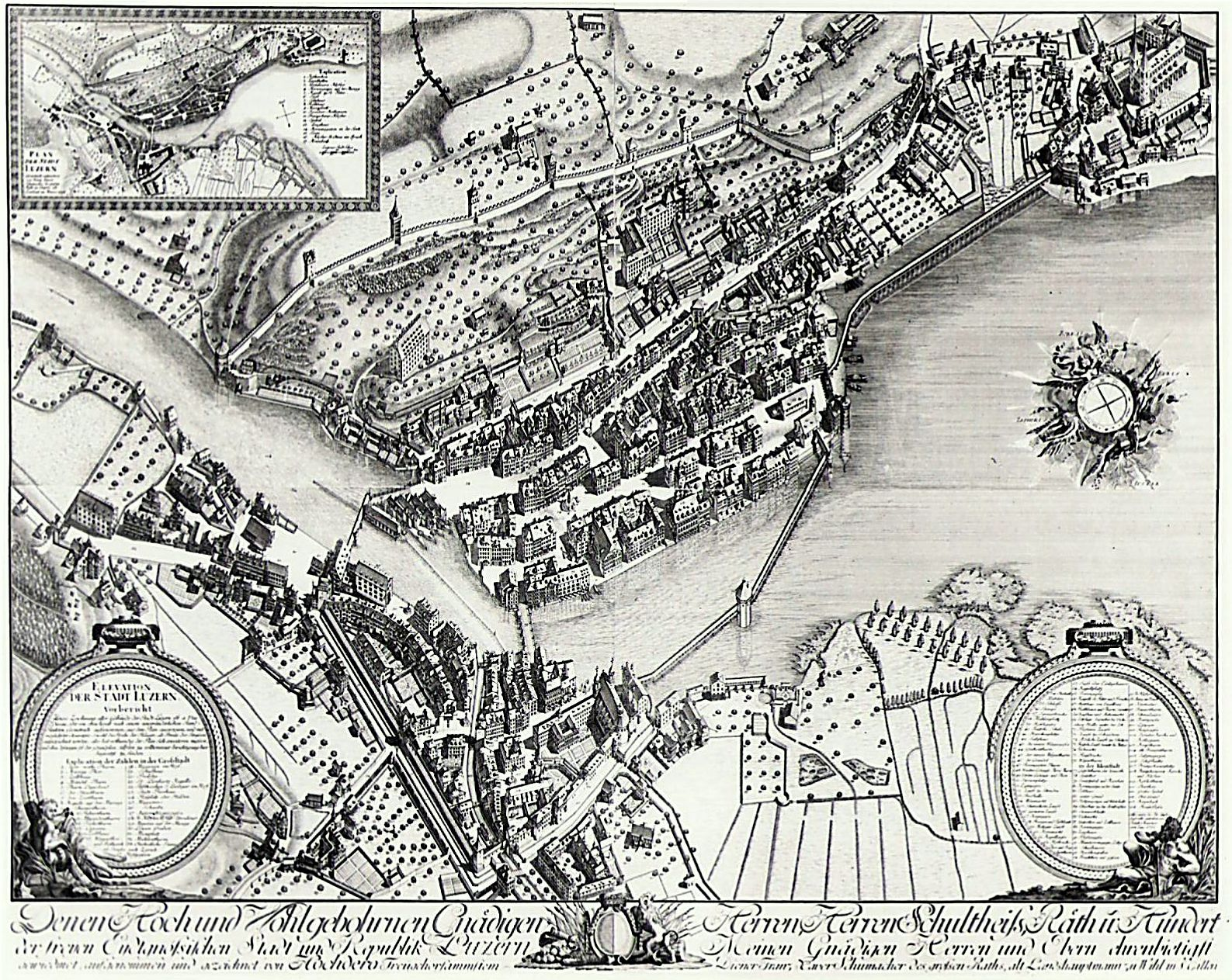
Elevationsplan der Stadt Luzern von 1792 von Franz Xaver de Schumacher. Als Fixpunkt diente das Observatorium auf dem Himmelrich-Dach.

Franz Xaver de Schumacher verfertigte eine Reihe von Fassadenzeichnungen und Kupferstichen, so 1783 eine Ansicht des Herrschaftssitzes Himmelrich mit dem väterlichen Allianzwappen im Vordergrund, eine zeigt das Ibenmoos- und Knutwiler Bad, eine Ansicht die Stadt Luzern und eine das herzogliche Schlosse in Modena. Er schuf auch eine Fassadenzeichnung des Hauses Pfyffer von Wyher am Luzerner Mühleplatz. Sein künstlerisches Hauptwerk aber, das von gewandter architektonischer Feinkunst zeugt, ist der prächtige, in jahrelanger mühseliger Kleinarbeit geschaffene Elevationsplan der Stadt Luzern, der 1792 wegen seiner Reichhaltigkeit und Genauigkeit in der ganzen Schweiz gepriesen wurde.

### Revolutionsjahre
Nach dem Tod seines Vaters 1793 entfernte sich Franz Xaver von der Tradition seiner Familie und spielte eine führende Rolle in der Fortschrittspartei. Als 1798 Napoleons Armee in die Schweiz einfiel und Luzern mit der Abschaffung der aristokratischen Verfassung hoffte, die Gefahr abzuwenden, stand Franz Xaver als Brigadehauptmann an der Berner Grenze. Dann trat er aber in den Dienst der Franzosen, die eine Kriegsflotte für den Vierwaldstättersee aufstellten. Das Kommando über das grösste Schiff übertrugen sie Franz Xaver Schumacher. Die Flottille beherrschte den ganzen See und geriet gelegentlich ins Gefecht mit den franzosenfeindlichen Uferbewohnern. Dabei zog sich Franz Xaver eine Verwundung zu. In seinem Bericht an Masséna erwähnte General Lecourbe namentlich auch Franz Xaver Schumacher, welcher „mit unvergleichlicher Geschicklichkeit manövriert“ habe und dessen „wohlgenährtes und wohlgerichtetes Feuer zum guten Erfolg nicht wenig beigetragen“ habe.

### Scheitern
Mit seiner franzosenfreundlichen Haltung hatte sich Franz Xaver keine Freunde gemacht, und auch die Helvetik dankte es ihm nicht. Als ihm die Regierung ein Darlehen kündigte, brach der Konkurs über ihn herein. 1800 war er noch an der Vermählung seiner Tochter mit Charles Exchaquet aus einem alten Waadtländer Geschlecht beteiligt, dann verschwand er. 1803 sass er in Paris im Temple in Haft. Der Grund ist nicht bekannt. 1803 hatte Exchaquet die Gläubigen seines Schwiegervaters bezahlt und 1805 seine Rehabilitierung erreicht. Doch erst 1808 hört man wieder von ihm, diesmal aus Italien, wo er vermutlich noch im selben Jahr starb.
Mutter, Tochter und Gattin hielt nun nichts mehr in Luzern. Sie verkauften das „Himmelrich“ an eine wohlhabende Arztfamilie und zogen nach Lausanne. Vorher schworen sie, kein Mitglied einer Luzerner Patrizierfamilie solle je in diesem Hause wohnen. Sie konnten nicht ahnen, dass die neuen Besitzer immer engere verwandtschaftliche Bande mit der Familie Schumacher knüpften und den Himmelrichern ein ehrendes Andenken bewahrten.